# Djulber

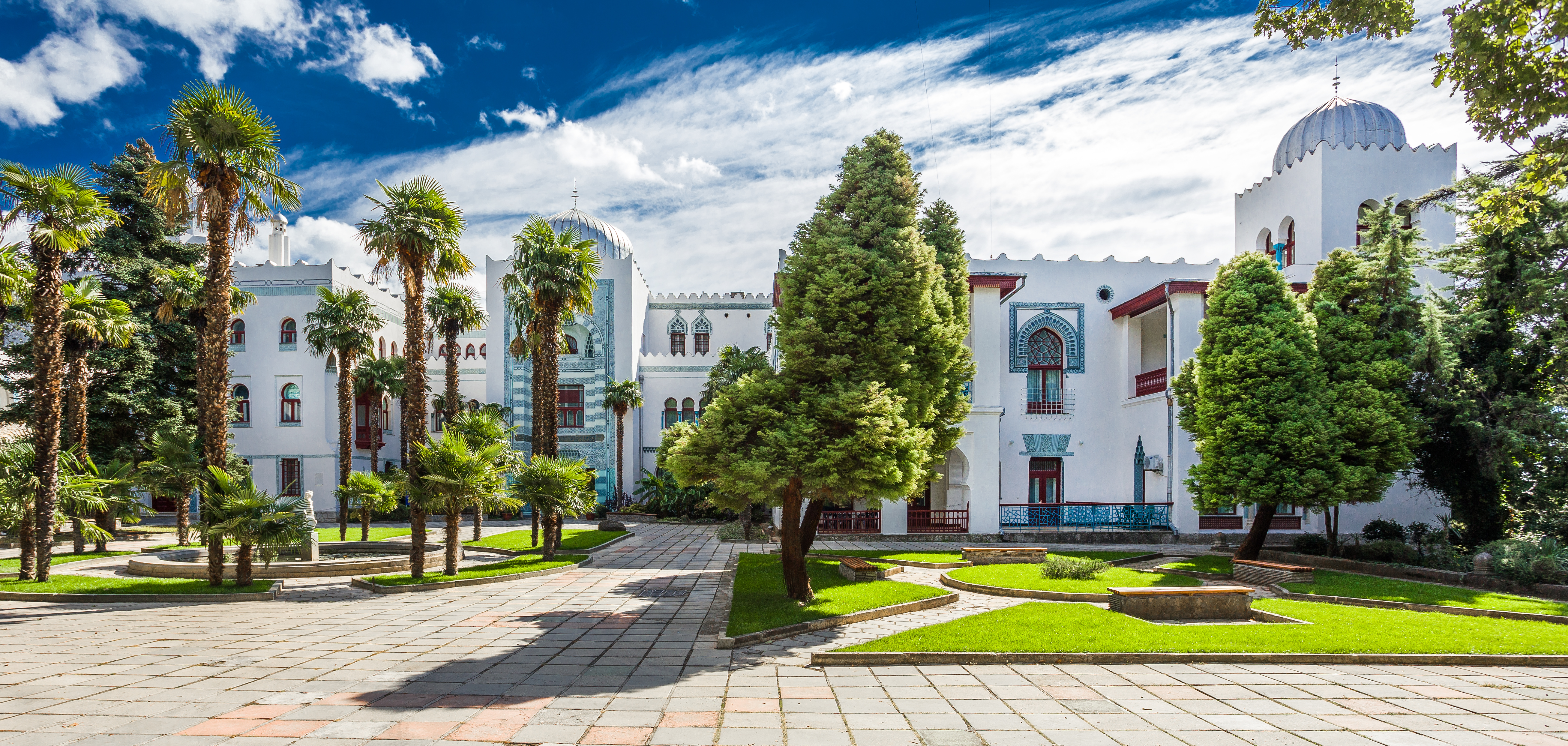
Палацовий комплекс «Дюльбер» +

Djulber är ett slott utanför Jalta på Krim. 
Slottet uppfördes för storfurst Peter Nikolajevitj av Ryssland 1895-1897. Det är uppfört i nymorisk stil. 
Under ryska revolutionen befann sig flera medlemmar av den före detta ryska tsarhuset på Krim, där de sattes i husarrest på sina respektive slott, övervakade av lokala sovjeter under befäl av FL Zadorozhny. När tyska trupper närmade sig Krim, fick Zadorozhny order från Jaltarådet om att skjuta personer som förut hade tillhört kejsarhuset. Zadorozhny ville dock inte lyda ordern eftersom han inte hade fått den direkt från den sovjetiska centralregeringen. Han lät då samla ihop samtliga medlemmar av familjen Romanov på Krim, däribland änkejsarinnan Maria Fjodorovna, på Djulber, som var lätt att försvara på grund av dess fortliknande arkitektur. Han lyckades därför rädda livet på romanoverna fram till att tyskarna ockuperade området, och de därmed frigavs från sovjetisk fångenskap; de kunde alla fly från Krim 1919. 
Djulber fungerade från 1922 som sovjetisk kurort. Slottet förstördes under andra världskriget men återuppbyggdes av krigsfångar efter kriget. 